# Estrální cyklus
Estrální cyklus je označení pro periodické, fyziologické změny v těle i chování samic placentálních savců, které jsou navozeny působením pohlavních hormonů a slouží k zajištění reprodukce. Estrálními cykly prochází naprostá většina savců, pouze u lidoopů, a tedy i u člověka jsou nahrazeny cyklem menstruačním.
Estrální cykly začínají v pubertě a pokračují až do smrti samice. Během jejího života se v určitých intervalech střídají období říje, kdy je samice sexuálně aktivní, a období klidu.

## Hormonální kontrola
U všech savců, u zvířat s estrálním cyklem stejně jako u člověka, je cyklus řízen pohlavními hormony. Ve vaječníku začne pod vlivem FSH růst folikul obsahující nezralé vajíčko. Zrající folikul tvoří estrogen, který stimuluje sliznici dělohy, tedy endometrium, k růstu. Zralý, Graafův folikul praskne pod vlivem luteinizačního hormonu a dojde k ovulaci, vajíčko se uvolní do vejcovodu. Prasklý folikul se přemění na žluté tělísko, které produkuje progesteron. Ten po určitou dobu udržuje sliznici dělohy připravenou k uhnízdění oplozeného vajíčka.

## Rozdíly mezi menstruačním a estrálním cyklem
Rozdíly mezi menstruačním a estrálním cyklem se ukáží teprve pak, když k oplození nedojde. V menstruačním cyklu nastoupí menstruace – vysoké endometrium odumře, odloučí se a společně s krví vyjde ven. V estrálním cyklu k tomu nedochází – výstelka se zase sníží, ale neodlučuje se.
Během menstruačního cyklu začíná růst nového folikulu hned po menstruaci. V estrálním cyklu toto neplatí, cyklus je následován různě dlouhým obdobím klidu.

## Fáze estrálního cyklu

### Proestrus
Ve vaječníku začíná vlivem hormonů dozrávat jeden či více folikulů. Děložní sliznice roste, je prosáklá hlenem a krví. Samice je vyhledávaná samci, které ale odhání.
U některých zvířat, typicky u feny nebo jalovice, je děložní sliznice tak nasáklá krví, že se objeví krvavý výtok z pochvy. S lidskou menstruací ale nemá nic společného.

### Estrus
Estrus, neboli vlastní říje, je období, kdy samice může zabřeznout. Samice je receptivní, ochotně přijímá samce, „drží mu“. Objevuje se typické chování: např. vzeskakování (u krav), hlasité volání po samci, blýskání se (klisna), typická poloha – lordóza s ocasem na stranu apod. Vulva může být oteklá, objevuje se hlenovitý výtok.
Ovulace může být spontánní nebo provokovaná (kočka, fretka, králík), kdy ovulace nastane teprve při koitu.

### Metestrus
Hodnoty estrogenu klesají, ve vaječníku se vytváří žluté tělísko. Děložní sliznice je pod vlivem progesteronu, u některých zvířat se vlivem poklesu estrogenu objevuje krvavý výtok. Samice už nepřijímá samce a odhání je.

### Diestrus
Nedošlo-li k zahnízdění vajíčka, nastává diestrus. Žluté tělísko přestane produkovat progesteron a děložní sliznice regreduje a její výška se snižuje na klidovou hodnotu.

### Anestrus
Anestrus je klidová fáze, během které neprobíhají žádné cyklické změny související s rozmnožováním. Následující cyklus se spouští vlivem melatoninu a je z velké části řízen ročním obdobím.

## Pohlavní cykly savců
Frekvence cyklů se liší v závislosti na druhu zvířete. Domácí hospodářská zvířata, jako je prase, skot nebo kůň, a potom hlodavci, jsou polyestrická zvířata – cyklus se opakuje mnohokrát do roka. Ale i u nich je cyklus do jisté míry závislý na roční době. Prasnice přichází do říje každých 22 dní, ale v létě, kdy by se (v přírodě) selata narodila do nepříznivých podmínek, mají problémy se zabřezáváním a selat se rodí méně. Kozy a ovce naproti tomu nejlépe zabřezávají na podzim, kdy se mláďata rodí na jaře. Kočka je sezónně polyestrická.
Diestrická zvířata jsou taková, u kterých se cyklus opakuje dvakrát ročně. Typickým příkladem je fena. Monoestrická zvířata přicházejí do říje jen jednou ročně. Je to většina divokých druhů zvířat.

## Kdy připouštět
U domácích zvířat je důležité včas rozpoznat říji, aby mohlo dojít k připuštění a zabřeznutí samice. U hospodářských zvířat je toto motivováno hlavně ekonomickými důvody – dojde-li k přeběhnutí (tzn. říje proběhne a samice není březí) až do další říje (21 dní u krávy i u prasnice) je zvíře krmeno jaksi „zbytečně“ a jen krmivo pro prasnici během neproduktivních krmných dnů stojí kolem 1 tisíce korun. Připočteme-li cenu selat, která se v důsledku přeběhnutí nenarodila, vyjde nám, že vzniklá škoda není zanedbatelná. To samé platí v případě jalovic nebo dojnic. Zvířata se musí sledovat, jestli se u nich neobjeví příznaky říje (krávy vzeskakují, u prasnic se při zatlačení na zadní část hřbetu objeví reflex nehybnosti). Také se používají hormonální injekce nebo implantáty k synchronizaci říje, což umožňuje plánovanou inseminaci velkého množství samic.
U zvířat chovaných ze záliby, zvláště tedy při chovu čistokrevných psů nebo koček, je také vhodné vědět přesnou dobu pro připuštění. Estrální cyklus feny (tedy „hárání“) trvá asi 3 týdny a samotný estrus, tedy chvíle, kdy fena přijme psa a může zabřeznout, může trvat třeba jen 4 dny. Přesná fáze cyklu se dá zjistit výtěrem z pochvy nebo ještě přesněji sledováním hladiny progesteronu v krvi.

## Problémy s cyklem
U samic druhů s provokovanou ovulací se, když během předcházejících cyklů nedošlo k zabřeznutí, může objevit přetrvávající říje (hyperestrogenismus). Protože bez koitu se samcem nedojde k ovulaci, hladina estrogenů zůstává vysoká a samice zůstává v říji velmi dlouho. I když cykly proběhnou, intervaly mezi nimi se zkracují. To má nepříznivý dopad na organismus samice (stres, útlum kostní dřeně v důsledku vysoké hladiny estrogenů), může dojít i k úhynu. Přetrvávající říje bývá problém zvláště u doma držených zvířat, jako je kočka nebo fretka. Spolehlivým řešením je kastrace.
Dalším zdravotním problémem spojeným s estrálním cyklem je falešná březost. Je to stav, při kterém se organismus samice (i samice samotná) chová, jako by byla březí.

## Názvosloví
Říjné chování samic je natolik odlišné, že u hospodářsky významných zvířat jsou pro jeho popis ustáleny zvláštní jazykové vazby:
- kráva se běhá
- koza se prská
- kočka se mrouská
- svině se bouká (nebo se řouká)
- klisna se hříná (nebo se říná nebo vláčkuje nebo se blýská)
- králice se ramluje (tento termín může znamenat také připouštění)
- ovce se bahní (tento termín někdy také označuje porod ovce)
- fena se hárá (nebo fena hárá)
- liška kaňkuje